# Gare de Barcelone-La Sagrera-Meridiana
Ne doit pas être confondu avec La Sagrera (métro de Barcelone).
La gare de Barcelone-La Sagrera-Meridiana, est une gare ferroviaire souterraine de trains de banlieue. Elle est située sous l'avenue Meridiana à Barcelone.
C'est également une gare d'échange avec des correspondances facilitées avec la station La Sagrera du métro de Barcelone, desservie par les lignes L1, L5, L9 et L10.

## Histoire
En 2009, la Sociedad Estatal de Infraestructuras del Transporte Terrestre, a attribué à la société COMSA la réalisation de la nouvelle gare Cercanías de Barcelone Sagrera-Meridiana qui sera desservie par les lignes R-3, R-4 et R-7. Ce projet d'un coût prévisionnel de 34 millions d'euros doit être réalisé en 24 mois. Elle va être située dans le tunnel sous l'avenue Meridiana, entre les tunnels de la ligne 1 et de la ligne 5 du métro de Barcelone. Le chantier débuté en juin 2009, s'achève en 2011. Cette nouvelle gare dispose d'un quai central de 200 m de long et 6,4 m de large équipée d'une sortie de secours au centre, la surface aménagée est de 4 843 mètres carrés. Elle est prévue pour faciliter les échanges entre les lignes Cercanias et celles du métro.
Après son inauguration, elle est officiellement mise en service le 20 février 2011. Elle est desservie par les lignes R3, R4 et R7 Rodalies, ainsi que la ligne R12 régionale. Elle facilite les correspondances avec les lignes L1, L5, L9 et L10 du métro et il est prévu qu'elle puisse également se connecter avec ligne L4. Cet échangeur multimodal est prévu pour un transit quotidien d'environ 120 000 personnes.